# Tetroncium
Tetroncium é um género botânico pertencente à família Juncaginaceae.
1. ↑  «Tetroncium — World Flora Online». www.worldfloraonline.org. Consultado em 19 de agosto de 2020